# 場外二壘打
場外二壘安打，指的是打者打擊出去以後球先落在場內，但後來經過彈跳而越過全壘打牆，形成一支場外二壘安打，這時候此球為死球的狀態，比賽暫停，所有在場上的跑者（包括打者）皆往前推進兩個壘包，若有跑者處於三壘，則推進一個壘包前往本壘得分。